# Ingolstadt
Ingolstadt er en by i den tyske delstat Bayern. Byen har knap 125.000 indbyggere (2009) og ligger ved floden Donau ca 70 km nord for München og ca 90 km syd for Nürnberg ved motorvej A9.
En gravplads fra ca 1800 f. Kr. med tilhørende bosættelse er de første tegn på en bebyggelse på området. Det første skriftlige bevis på Ingolstadts eksistens er i Karl den Stores testamente fra 806. Omkring 1250 får Ingolstadt byrettigheder og senere også ret at udgive egne mønter.
I byen findes bilfabrikken Audi med mange underleverandører, og byen huser fire bryggerier. Ingolstadt er også et vigtigt kommunikationsknudepunkt i Bayern med sin placering ved A9 mellem München og Berlin og en rangerbanegård med forbindelse til flere jernbanestrækninger i såvel nord-sydlig som øst-vestlig retning.
I byen findes der to erhvervsorienterede undervisningsinstitutioner.
Ingolstadt er også den by hvor en del af romanen Frankenstein udspiller sig.
I 1510 blev den katolske teolog Johannes Eck professor ved byens universitet fra 1472, Universität Ingolstadt, som ved hans og andres indsats blev et intellektuelt centrum for den såkaldte modreformation.